# John Wooden
Pour les articles homonymes, voir Wooden.
John Wooden, né le 14 octobre 1910 à Hall (Indiana) et mort le 4 juin 2010 à Los Angeles, était un entraîneur de basket-ball américain.
Il est considéré comme le plus grand entraîneur universitaire américain, tous sports confondus, il a remporté le Championnat NCAA une fois en tant que joueur puis dix fois en tant qu'entraîneur, ces dix derniers titres entre 1964 et 1975. Il est membre du Basket-ball Hall of Fame : il est entré en 1961 en tant que joueur, puis en 1973 en tant qu'entraîneur. Il est le premier à recevoir cette double distinction : depuis, il a été rejoint par Lenny Wilkens puis par Bill Sharman.

## Biographie

### Carrière de joueur
Passant sa jeunesse dans l'Indiana, il conduit son équipe d'école secondaire à trois finales successives du championnat de l'état, dont une victoire obtenue lors de l'édition de 1927. Il rejoint ensuite l'université Purdue pour évoluer avec les Boilermakers. Il termine trois fois dans le cinq All-American. En 1932, il conduit son équipe au titre national universitaire, titre alors désigné par vote. Il est également nommé dans les sélections All-Big Ten Conference et All-Midwestern de 1930 à 1932.
Après sa carrière universitaire, il évolue en tant que professionnel avec les Kautskys de Indianapolis, les Ciesar All-Americans de Whiting et Hammond. Il officie également en tant qu'entraîneur en high school, ou Lycée. Durant la saison 1937-1938, il est nommé dans le premier cinq de la National Basketball League.
En 1943, il rejoint la Navy où il occupe le grade de Lieutenant durant la Seconde Guerre mondiale.

### Carrière d'entraîneur
Wooden entame sa carrière d'entraîneur dans la high school de Dayton dans le Kentucky. Il y passe deux ans. La première saison à Dayton sera sa seule saison d'entraîneur où il termine avec un bilan négatif (6 victoires pour 11 défaites). La saison suivante son équipe parvient en play-offs. Il retourne en Indiana, à South Bend, occupant le poste de professeur d'anglais en parallèle de son poste d'entraîneur. Il reste pendant onze années dans cette université avant de rejoindre la Navy.
Durant ses années d'entraîneur en high school, il présente le bilan de 218 victoires pour 42 défaites.
Après la guerre, il se voit offrir le poste d'entraîneur des Sycamores de l'université d'État de l'Indiana, succédant à son ancien entraîneur de high school Glenn Curtis qui se voit confier la direction de la franchise NBA des Falcons de Détroit. Il occupe les postes d'entraîneur et de « athletic director ». Il remporte en 1947 le titre de sa Conférence mais refuse de se rendre au tournoi national de la National Association of Intercollegiate Athletics (NAIB), cette ligue refusant les joueurs d'origine afro-américaine. La saison suivante, après le changement de politique de la NAIB, Wooden conduit son équipe en finale du tournoi national, battu par les Cardinals de l'Université de Louisville. Son joueur, Clarence Walker, devient ainsi le premier joueur afro-américain à disputer un tournoi de post-season en basket-ball. Finalement, Wooden reste à la tête des Sycamores durant deux années, de 1946 à 1948, affichant un bilan de 47 victoires pour 14 défaites. Il sera ensuite introduit dans le « Indiana State University Athletic Hall of Fame » le 3 février 1954.
En 1948, Wooden se voit offrir deux places d'entraîneur : les Bruins de l'université de l'UCLA et les Golden Gophers de l'université du Minnesota. Le premier choix de Wooden et de sa femme est de signer avec les Golden Gophers afin de rester dans le Midwest. Mais un coup de téléphone retardé en raison d'une tempête de neige à Minneapolis le conduisit à UCLA: lorsqu'il apprit la cause du retard, il avait déjà donné son accord à UCLA.

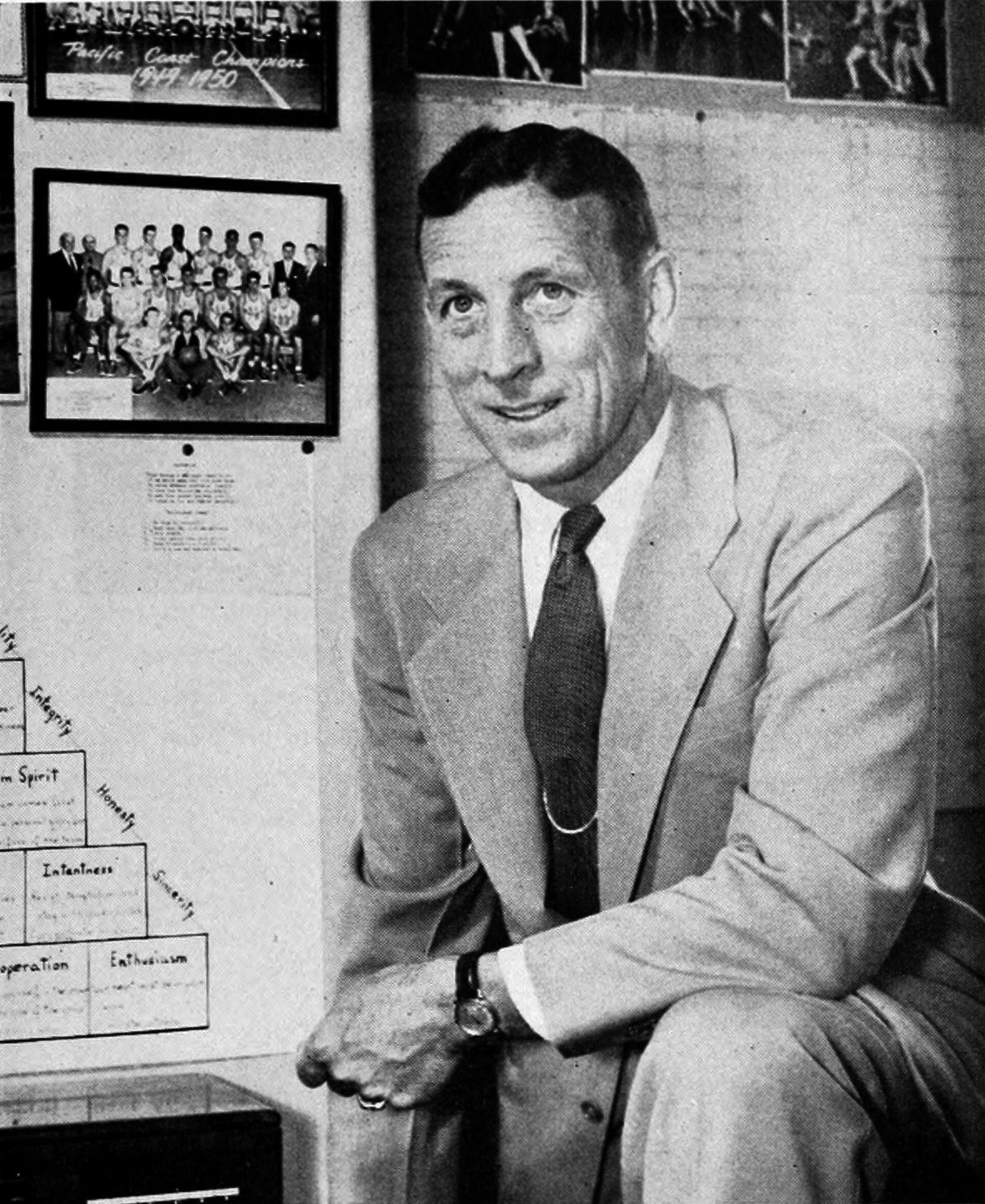
John Wooden en 1960

Avec l'équipe de Los Angeles, Wooden accumule les records universitaires : sous sa direction, les Bruins remportent dix titres de champion NCAA, dont sept consécutifs entre 1967 et 1973. Durant cette dernière période, les Bruins remportent 38 victoires consécutives dans le Tournoi NCAA. Une série de 88 victoires consécutives se termine également par une défaite 71-70 le 19 janvier 1974 face aux Fighting Irish de l'université Notre-Dame. Il est également le seul entraîneur universitaire à avoir conduit son équipe à quatre saisons sans défaites, en 1964, 1967, 1972 et 1973. Durant les 27 saisons dont il dirige les Bruins, ceux-ci remportent le titre de Conférence à 19 reprises.
En 1975, il annonce son retrait après la demi-finale victorieuse du Final Four face aux Cardinals de Louisville. Cette victoire obtenue en prolongation sur le score de 75 à 54, fait partie de l'histoire du tournoi final de NCAA. Son dernier match NCAA se déroule ainsi le 31 mars 1975 à San Diego : son équipe remporte la rencontre sur le score de 92 à 85 face aux Wildcats du Kentucky. Son bilan comptable est édifiant : 620 victoires pour 147 défaites, soit un pourcentage de victoire de 0,808.
Durant sa carrière à UCLA, Wooden aura dirigé de futurs grands joueur de National Basketball Association (NBA). Parmi ceux-ci, Lew Alcindor, qui prendra ensuite le nom de Kareem Abdul-Jabbar, remporte trois titres NCAA lors de ses trois saisons passées avec les Bruins. Durant cette période, les Bruins remportent 88 victoires pour deux défaites. Il est également à l'origine de la règle NCAA Alcindor Rules qui interdit l'usage du dunk. Bill Walton remporte lui trois titres NCAA, de 1972 à 1974, et fait partie de l'équipe qui aligna 88 succès consécutifs.

## Distinction personnelle

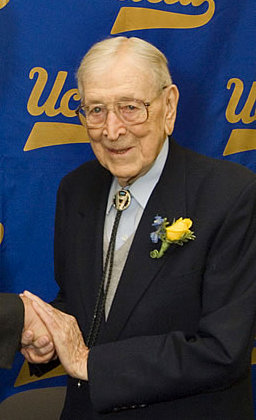
John Wooden lors d'une cérémonie pour son

Durant toute sa carrière, Wooden sera honoré de nombreux prix. Les premiers surviennent durant sa carrière de joueur: il figure à trois reprises dans le cinq All América, en 1930, 1931, 1932. Cette dernière année, il est nommé joueur de College de l'année. En 1960, il est introduit dans le Basket-ball Hall of Fame.
Après son passage à Indiana State University, il est nommé dans le Hall Of Fame de cette université.
Sous les couleurs de l'UCLA, il remporte à six reprises le titre d'entraîneur de l'année, nommé Henry Iba Award : en 1964, 1967, 1970, 1971, 1972 et 1973.
Il est récompensé en 1972 du titre de sportif de l'année par le magazine américain Sports Illustrated.
En 1973, il est de nouveau introduit au sein du Basket-ball Hall of Fame, cette fois en tant qu'entraîneur. Lenny Wilkens et Bill Sharman sont les seuls à obenir cette double distinction.
Le 23 juillet 2003, il est médaillé de la médaille présidentielle de la Liberté par George W. Bush.

## Palmarès joueur
- Vainqueur du Championnat national 1932

## Palmarès entraîneur
- Vainqueur du Championnat NCAA 1964, 1965, 1967, 1968, 1969, 1970, 1971, 1972, 1973, 1975

### Biographie
- Coach Wooden's Leadership Game Plan for Success: 12 Lessons for Extraordinary Performance and Personal Excellence, John Wooden (2009), McGraw-Hill Professional.  (ISBN 978-0-07-162614-9)
- The Essential Wooden, John Wooden et Steve Jamison (2006), McGraw-Hill Professional.  (ISBN 978-0-07-148435-0)
- Wooden on Leadership, John Wooden (2005), McGraw-Hill Professional.  (ISBN 978-0-07-145339-4)
- My Personal Best, John Wooden et Steve Jamison (2004), McGraw-Hill Professional.  (ISBN 978-0-07-143792-9)
- They Call Me Coach, John Wooden (2003), McGraw-Hill Professional.  (ISBN 978-0-07-142491-2)
- Wooden, John Wooden et Steve Jamison (1997), McGraw-Hill Professional.  (ISBN 978-0-8092-3041-9)